# 교감신경흥분제
교감신경흥분제(交感神經興奮劑, 영어: sympathomimetic drug)는 교감신경계통에 작용하여 흥분했을 때와 같은 작용을 나타내게 하는 물질이다. 이를테면 카테콜아민, 에피네프린 (아드레날린), 노르에피네프린(노르아드레날린), 도파민 등이 있다. 이러한 약제들은 심정지와 저혈압을 치료하고, 심지어는 조기 분만을 지연시키는 등에 쓰인다.
교감신경흥분제에는 화학 시냅스에 직접 작용하는 "직접 작용 형태", 시냅스에 작용하는 신경전달물질인 노르에피네프린을 방출시켜 교감 신경 작용을 자극시키는 "간접 작용 형태", 또 이 둘을 혼합한 형태, 이렇게 3가지가 있다. 직접 작용 형태의 경우 대상이 되는 수용체에 따라 분류가 다양하다.

## 교감신경 신경전달물질
싸움-도주 반응시에 활성화되는 교감신경계와 상대적으로 안정감을 유지해야하는 '수면과 휴식'의 부교감신경계의 상호 균형은 미주신경을 포함한 중추신경계를 통해서 정교하게 조절된다.  따라서 슈도에페드린같은 교감신경흥분제를 사용하는 것은 부교감신경계의 상대적인 억제를 감안해야한다. 이러한 맥락은 부교감신경작용제를 사용하는 그 반대의 경우에서나 또는 부교감신경계를 억제하는 물질이나 그 상대적인 경우에서도 똑같이 작용한다.

## 교감신경흥분제
교감신경흥분제로는 에피네프린, 클로니딘(clonidine), 알부테롤(albuterol), 에페드린, 코카인 등의 물질이 있다.

## 같이 보기
- 교감신경계